# Vihuela mexicana
La Vihuela mexicana és un instrument de corda tocat en la música popular mexicana. Malgrat que aquest instrument comparteixi el nom amb la vihuela espanyola, no tenen cap relació un amb l'altre. El mexicà té més semblança amb el Timple Canario (tiple), ja que tots dos tenen cinc cordes i la banda de darrere dels dos és convexa.
Aquesta vihuela és usada pels grups de mariatxis (Mariachis), especialment a la zona central de Jalisco. Es toca amb els dits en els trasts pinçant o fent arpegis a les cordes.
Afinació: La-Re-Sol-Si-Mi (La-Re-Sol estan afinades una octava més amunt que en una guitarra)